# Cephaloidophora clausii
Cephaloidophora clausii is een soort in de taxonomische indeling van de Myzozoa, een stam van microscopische parasitaire dieren. Het organisme komt uit het geslacht Cephaloidophora en behoort tot de familie Cephaloidophoridae. Cephaloidophora clausii werd in 1885 ontdekt door Frenzel.